# Beautiful (piosenka Christiny Aguilery)
Beautiful – piosenka pop amerykańskiej piosenkarki Christiny Aguilery, napisana na potrzeby jej czwartego albumu studyjnego Stripped (2002). Utwór znalazł się na wydanym w listopadzie 2002 roku i wyprodukowanym przez Lindę Perry singlu, który był drugim promującym album. W 2004 roku kompozycja została wyróżniona nagrodą Grammy w kategorii „najlepszy żeński występ pop” oraz nominacją w kategorii „piosenka roku”.
Singiel z piosenką odniósł spektakularny sukces komercyjny; na amerykańskiej liście przebojów Hot 100 dotarł do miejsca 2., a w Wielkiej Brytanii dotarł na szczyt zestawienia Singles Top 100 (podobnie jak wcześniejszy singiel Aguilery „Dirrty”). Wydawnictwo znalazło się również na pierwszych miejscach wielu innych światowych notowań. Powodzenie komercyjne w przypadku piosenki przełożyło się także na spełnienie artystyczne. Dziennikarze amerykańskiego czasopisma „Rolling Stone” przypisali piosence pozycję 52. wśród wyselekcjonowanych przez siebie stu najlepszych utworów muzycznych dekady 2000–2009.
„Beautiful” zostało nagrane jako hołd ludziom samotnym i odrzuconym. Piosenka uważana jest za jeden z największych przebojów Aguilery, jak również stawiana jest wśród najważniejszych popowych przebojów początku XXI wieku. Teledysk ilustrujący singiel wyreżyserował Jonas Åkerlund. Klip przyniósł Aguilerze nagrodę GLAAD Media za pozytywne przedstawienie w nim osób homoseksualnych i transgenderycznych, a także zajął drugie miejsce wśród najlepszych wideoklipów dekady 2000–2010 według amerykańskiej stacji muzycznej VH1.

## Geneza

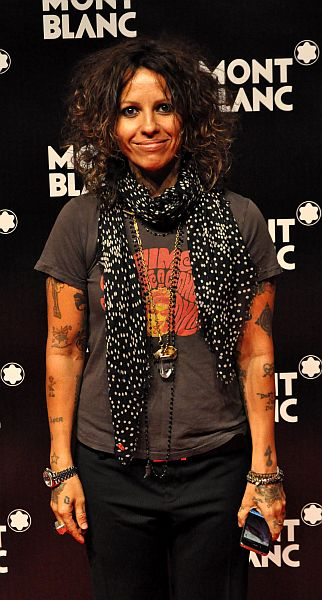
Linda Perry, autorka piosenki

Linda Perry – była członkini alternatywno-rockowej zespołu 4 Non Blondes – napisała utwór „Beautiful” na długo przed zaprezentowaniem go komukolwiek. Piosenkę uważała za bardzo osobistą i nie była pewna, czy chce dzielić się nią z innymi. Pierwszą artystką, której Perry pozwoliła przesłuchać była Pink. Perry uczestniczyła w nagrywaniu przez piosenkarkę albumu M!ssundaztood (2001), a w czasie jednej z sesji przedstawiła jej kompozycję. „Beautiful” spotkało się z dużym uznaniem Pink, która poprosiła Perry o możliwość nagrania utworu na swej najnowszej płycie. Perry jednak odmówiła, chcąc zachować go na potrzeby własnej kariery muzycznej. Po kilku miesiącach kompozytorka zaprezentowała piosenkę Aguilerze, wraz z którą pracowała nad jej albumem Stripped. „Miałam wtedy bardzo zły dzień. Poszłam do studia Lindy, które znajdowało się wówczas w jej domu. Pracowałam z nią nad wieloma utworami. Usiadła wtedy w jadalni przy pianinie, zaczęła grać i śpiewać «Beautiful»” – powiedziała Aguilera w wywiadzie. Również Aguilera okazała się być pod wrażeniem utworu. Stwierdziła, że potrzebuje go na opracowywanym albumie i w krótkim czasie nagrała jego demo. Perry była zachwycona interpretacją wokalistki, lecz wciąż nie miała pewności co do wyrzeczenia się swojej kompozycji. Po kolejnej prośbie ze strony Aguilery, artystka uległa i została przez nią ostatecznie przekonana. Użyczyła wokalistce swojego utworu, dopiero będąc pewną, że pasuje on do niej idealnie. Namawiała jednak piosenkarkę, by ograniczyła popisy wokalne w utworze. Utwór nagrany został jako hołd dla ludzi samotnych, odrzuconych i nieszczęśliwych. W wywiadzie udzielonym w 2012 roku Aguilera nawiązała do swojego przeboju, mówiąc, że w „«Beautiful» chodzi o wrażliwość, o szukanie siły w swoich niedoskonałościach, niepewnościach, znajdowanie jej w najtrudniejszych czasach”. Terry Young Jr. – pisząc dla The Hampton Institute – stwierdził, że treść piosenki „odrzuca standardy piękna, nałożone na kobiety, a także pozwala młodzieży wierzyć, że bycie innym jest w porządku”.
Ballada „Beautiful” skomponowana została w tonacji Es-dur oraz oparta na wolnych ruchach 78 uderzeń na minutę. Głos Aguilery opiera się na oktawach, od E3 do G5. Artystka wielokrotnie używa w utworze figury melizmatu, w jednej z odśpiewywanych sylab zawierając nawet do siedmiu dźwięków. Instrumenty muzyczne wykorzystane w „Beautiful” to: wiolonczela, fortepian, skrzypce, perkusja, altówka i keyboard. Utwór nagrano w Burbank w stanie Kalifornia w 2001 roku. Podczas pierwszej i finalnej sesji nagraniowej zrealizowany materiał spełnił wymogi producentów, w związku z czym wersja demo została uwzględniona na albumie i później na singlu. W 2008 roku na swej pierwszej składance z największymi przebojami, Keeps Gettin’ Better – A Decade of Hits, Aguilera umieściła utwór „You Are What You Are (Beautiful)”, który stanowi remiks oryginału z 2002 roku. Jest to piosenka zrealizowana w konwencji muzyki elektronicznej (patrz niżej). Po latach, w listopadzie 2012 roku, redaktorzy tygodnika „Billboard” uwzględnili nagranie i wydanie utworu „Beautiful” na liście dziesięciu najważniejszych momentów kariery Aguilery.

### Obecność w kulturze masowej
Piosenka powszechnie uznawana jest za hymn gejowski, przez wzgląd na swoją treść oraz promujący singiel wideoklip. Działalność Aguilery zainspirowała w przyszłości inne artystki: Pink, Katy Perry i Lady Gagę. W 2011 roku piosenka „Beautiful” zdobyła pierwsze miejsce w rankingu organizowanym przez stowarzyszenie Stonewall dla utworów muzycznych – wydanych w poprzedniej dekadzie – o najważniejszej dla społeczności LGBT treści. 5 października 2010 roku przed Massachusetts State House w Bostonie zgromadziły się setki ludzi, którzy zaśpiewali wspólnie „Beautiful” hołdując aktualnej wówczas serii samobójstw popełnionych przez nastoletnich homoseksualistów. W marcu 2011 roku w Columbus (stolica stanu Ohio) członkowie Chóru Dziecięcego oraz Chóru Mężczyzn Homoseksualnych odśpiewali piosenkę na rzecz internetowej kampanii społecznej It Gets Better. W wywiadzie udzielonym pismu „She Magazine” Aguilera powiedziała: „Nie jestem w stanie wyrazić słowami, jak wiele znaczy dla mnie środowisko LGBT. W trakcie moich najmroczniejszych dni związane z nim osoby są dla mnie oparciem. Czuję się zaszczycona, że niektóre z moich nagrań stały się hymnami gejów lub lesbijek”. W listopadzie 2014 roku amerykańska piosenkarka Meghan Trainor wyznała, że piosenka „Beautiful” zainspirowała ją do napisania utworu „All About That Bass”, będący hymnem dla kobiet z kompleksem własnej wagi. W marcu 2017 nagranie (oraz jego cover) wykorzystano w odcinku serialu Love, wyprodukowanego przez firmę Netflix. Miesiąc później Kasia Popowska zinterpretowała piosenkę na łamach polskiej edycji programu telewizyjnego Your Face Sounds Familiar. Utwór został wykonany przez bohaterkę serialu telewizyjnego FOX Glee, w odcinku sezonu pierwszego pt. „Home”. Na przestrzeni lat powstało wiele coverów piosenki.
W styczniu 2018 roku wyemitowany został odcinek programu Lip Sync Battle, honorujący katalog muzyczny Aguilery. W ramach odcinka aktor Taye Diggs wystąpił z utworami „Beautiful” i „Candyman”; całemu show przyglądała się obecna w studio nagraniowym Aguilera. Drag queens Dusty Ray Bottoms i Miz Cracker – uczestniczki programu RuPaul’s Drag Race – wskazały „Beautiful” jako swoją ulubioną piosenkę Aguilery.

## Wydanie singla
W związku z kontrowersjami związanymi z singlem „Dirrty”, wytwórnia RCA Records pośpiesznie wydała balladę „Beautiful” jako drugi singiel z krążka Stripped. Premiera nastąpiła 16 listopada 2002 roku, kiedy singiel wysłano do amerykańskich rozgłośni radiowych. „Beautiful” szybko stało się światowym hitem oraz jednym z najistotniejszych utworów w karierze wykonawczyni, osiągając czołowe pozycje na listach przebojów w blisko dwudziestu państwach. Utwór został piątym singlem Aguilery, który zdobył szczyty notowań na świecie, a także piątym przebojem artystki w Stanach Zjednoczonych, który uplasował się w czołowej dziesiątce zestawienia Hot 100 (#2). Ponadto w USA „Beautiful” uznawany był za tak zwany comeback single, którym Aguilera powróciła na czołówki list przebojów po braku powodzenia, jaki odnotował singel „Dirrty”. W krajach europejskich utwór publikowano na początku 2003 roku. 27 stycznia „Beautiful” miał premierę w Niemczech, 24 lutego – w Wielkiej Brytanii, a 25 lutego został wydany we Francji. Później w 2003 roku miała miejsce amerykańska reedycja piosenki na płytach kompaktowych. Zasadniczym nośnikiem singla tak w USA, jak i w Anglii był w okresie premiery kompakt winylowy. „Beautiful” zyskał także masową emisję radiową.
Właśnie w związku z umiarkowanym sukcesem poprzedniego singla, komercyjnie piosenka okazała się swoistym fenomenem dla Aguilery. Uplasowała się w Top 10 oficjalnych notowań siedemnastu krajów Europy – między innymi w Irlandii (cztery tygodnie na miejscu 1.), Rumunii i Wielkiej Brytanii (#1), a także zdobyła szczyt zestawienia ogólnoeuropejskiego Eurochart Hot 100 Singles. W Anglii sukces „Beautiful” był nietypowy. Najpierw utwór, w marcu 2003 roku, zajął miejsce 71. na liście Singles Top 100, wyłączne w oparciu o kopie singla importowane z zagranicy. W następnym tygodniu singel został oficjalnie wydany na Wyspach Brytyjskich i zaliczył awans, pnąc się w górę o siedemdziesiąt pozycji i plasując się na szczycie Singles Top 100. W Danii piosenka spędziła sześć tygodni na miejscu 1. listy najpopularniejszych utworów radiowych, najwyższe miejsce listy tego samego typu zajęła również w Niemczech, Szwajcarii, Wielkiej Brytanii i zestawieniu europejskim, a także w Argentynie. W Ameryce Południowej „Beautiful” okazał się wielkim przebojem, zdobywając szczyt zestawień singlowych w Argentynie, Wenezueli, Peru i Chile. Podobny sukces kompozycja odnotowała w państwach Oceanii, gdzie osiągnęła pozycje 1. oficjalnych notowań Australii i Nowej Zelandii. Singel znany jest także z wydajności swojego sukcesu, plasował się bowiem na miejscach pierwszych list przebojów przez wiele tygodni. Przez łącznie sześć tygodni obejmował szczyt list Top 20 Airplay (Dania) oraz United World Chart. Pięć tygodni utrzymywał pozycję 1. w zestawieniu największych przebojów radiowych Wielkiej Brytanii i całego kontynentu europejskiego oraz na amerykańskich listach ARC Weekly Top 40 oraz Adult Contemporary i Mainstream Top 40 „Billboardu”. Przez cztery tygodnie z rzędu „Beautiful” był najpopularniejszym singlem w Chile, Irlandii i Nowej Zelandii. Miejsce pierwsze zajął również na liście „Billboardu” Adult Contemporary Recurrents, sumarycznie utrzymując swoją obecność w tym zestawieniu przez 53 tygodnie. Wyprzedano łącznie ponad cztery miliony sześćset trzydzieści tysięcy egzemplarzy singla na całym globie. W kwietniu 2012, blisko dekadę od wydania „Beautiful”, zainteresowanie singlem w USA niespodziewanie wzrosło, co przyczyniło się do ponownego przyrostu jego sprzedaży. Do dziś „Beautiful” pozostaje jednym z najczęściej emitowanych utworów Aguilery w polskich radiofoniach.

## Opinie

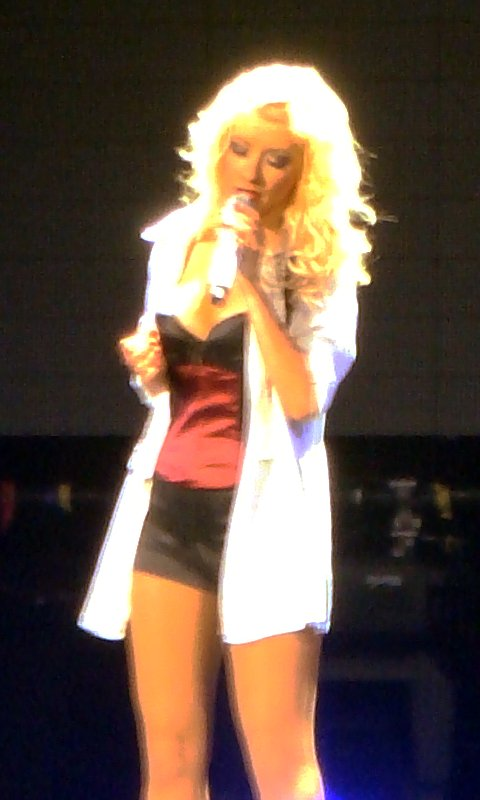
Aguilera wykonuje utwór „Beautiful” podczas Air Canada Centre w Toronto (Kanada).

„Beautiful” zostało wydane jako drugi singel z albumu Stripped, tuż po utrzymanym w stylistyce muzyki R&B, zilustrowanym kontrowersyjnym wideoklipem utworze „Dirrty”. Według komentatorów, miał to być zabieg celowy, a zadaniem obu singli było kontrastowanie ze sobą.
Wraz z początkiem 2010 roku magazyn Rolling Stone przypisał utworowi pozycję pięćdziesiątą drugą na swojej liście „100 najważniejszych singli minionej dekady”. Singel znalazł się w rankingu czterdziestu najbardziej pamiętnych utworów muzycznych dekady 2000−2010 według amerykańskiej stacji telewizyjnej MTV, gdzie zajął miejsce trzynaste, a także na podobnej liście, sporządzonej przez telewizję VH1, na pozycji osiemnastej (ze stu możliwych). Pod koniec 2003 roku został też uznany za jedno z najlepszych nagrań minionych dwunastu miesięcy przez dziennikarzy The Village Voice, którzy umieścili singel w rankingu „Pazz & Jop”.
Serwis internetowy Top10HM uwzględnił piosenkę w rankingu dziesięciu najlepszych kompozycji Christiny Aguilery, w analogicznym zestawieniu Nicole Hogsett, redaktorka witryny Yahoo! Voices, umieściła „Beautiful” na szczytnym miejscu pierwszym. Portal PopCrush.com okrzyknął „Beautiful” najlepszym singlem w karierze Aguilery, argumentując: „Piosenka ze względu na swój pozytywny przekaz stała się częścią kultury. Jest zdecydowanie jedną z najbardziej pamiętnych i wspaniałych nut Christiny Aguilery. Mimo wielu coverów, autorstwa Elvisa Costello czy Chaki Khan, nikt nie śpiewa tej piosenki tak jak Christina”. Podobną opinię wyraził Christopher Rosa (thecelebritycafe.com), który wskazał „Beautiful” jako najbardziej wpływową kompozycję muzyczną wszech czasów. Pismo Q uwzględniło „Beautiful” na liście tysiąca jeden najlepszych piosenek wszech czasów, a witryna thatgrapejuice.net nominowała utwór do tytułu najlepszej kompozycji lat 2000–2013. W lipcu 2012 redakcja strony Examiner.com umieściła „Beautiful” w zestawieniu dziesięciu najlepszych piosenek ostatniej dekady, na szczycie listy. Decyzja została uzasadniona wpisem: „Lady Gaga chce byś myślał, że to ona wymyśliła piosenki o prawach osób homoseksualnych i akceptacji samego siebie; jednakże «Beautiful» Christiny Aguilery to najlepszy utwór o samoakceptacji, wydany zresztą już w 2002 roku”.
Zdaniem Jasona Lipshutza (Billboard), żaden utwór pochodzący z albumu Stripped Aguilery nie jest tak przejmujący jak „Beautiful”. Dziennikarz muzyczny nazwał piosenkę „podniosłą balladą, prawdopodobnie najlepszym materiałem w całej karierze swojej wykonawczyni” oraz dodał, że kompozycja na stałe wpisała Christinę Aguilerę do kanonu muzycznych talentów i gwiazd popu. Pod koniec sierpnia 2014 Lipshutz wskazał singel jako czwarty w kolejności największy hit Aguilery w Stanach Zjednoczonych (po „Moves Like Jagger”, „Genie in a Bottle” i „Lady Marmalade”). W marcu 2014 strona PopCrush.com wyłoniła „Beautiful” jako jeden z dwóch (obok „Bad Romance” Lady Gagi) najlepszych współczesnych utworów pop. W 2016 krytycy współpracujący z pismem Billboard, a także ze stroną thetylt.com uznali „Beautiful” za jeden z najważniejszych gejowskich hymnów wszech czasów. Udzielając odpowiedzi na pytanie o swoją ulubioną piosenkę dekady 2000−2010, wokalistka i producent muzyczny Kara DioGuardi wymieniła „Beautiful”. Linda Perry wyznała, iż jest dumna z realizacji tej piosenki przez Aguilerę. Spektakularny efekt jej pracy porównała do działalności zespołu The Beatles.
W 2019 roku organizacja Human Rights Campaign przyznała Aguilerze nagrodę Ally for Equality, między innymi za nagranie utworu „Beautiful”, który stał się „hymnem LGBT”.

### Recenzje
Profesjonalni krytycy muzyczni zachwalali piosenkę Aguilery. Czasopismo Entertainment Weekly uznało „Beautiful” za główną atrakcję płyty Stripped, a także za najbardziej stonowany z utworów zawartych na albumie. Todd Burns, współpracujący z witryną internetową Stylus Magazine, określił kompozycję jako klasyczną balladę, a także docenił zdolności wokalne jej wykonawczyni. Według recenzenta strony o nazwie Traveling to the Heart, „Beautiful” to utwór poruszający, wspaniale napisany przez Lindę Perry oraz perfekcyjnie zinterpretowany przez Christinę Aguilerę. Dziennikarz pracujący dla witryny ukmix.org podkreślił, że „«Beautiful» nie może bardziej różnić się od «Dirrty»”, ponieważ „jest piękną balladą i brzmi jak odpowiedź wokalistki wykierunkowana w stronę prasy, która stale ją krytykuje”. Recenzent pochwalił walory wokalne Christiny Aguilery, uznając, że jej głos dojrzał od czasu promocji debiutanckiego albumu”. Paul Bryant, spiker radiostacji Z100 New York, napisał: „«Beautiful» to pewny przebój, singel #1. Wzniesie Aguilerę na następny, wyższy poziom jej kariery oraz przysporzy jej uznanie także wśród dojrzałych odbiorców. To po prostu klasyczna ballada.”
Adam White (The Daily Telegraph) stwierdził, że „Beautiful” to najważniejsze nagranie w dorobku Aguilery, piosenka „prosta, ale niebywale potężna”.

## Teledysk
Reżyserem wideoklipu do utworu „Beautiful” jest znany ze współpracy z Madonną Jonas Åkerlund. Klip powszechnie uznaje się za dość kontrowersyjny. Rozpoczyna się sceną, w której Christina wypowiada do kamery kwestię don’t look at me (tłum.: nie patrz na mnie). Następne ujęcia przedstawiają piosenkarkę śpiewającą samotnie w opuszczonym mieszkaniu, w którym stoi jedynie lustro, oraz bohaterów teledysku – samotnych, opuszczonych i nieszczęśliwych ludzi: przeciętnej urody nastolatkę nielubianą przez rówieśniczki, anorektyczkę, ektomorfika marzącego o karierze kulturystycznej, zakompleksioną na punkcie swojego ciała dziewczynę wrzucającą do ogniska zdjęcia modelek, gota spotykającego się z niechęcią społeczeństwa, parę całujących się na ulicy gejów (w tych rolach Jordan Shannon i Justin Croft) oraz transwestytę (Robert Sherman alias Constance Cooper). Uwzględnienie w teledysku postaci gejowskich miało dla Aguilery szczególne znaczenie. „Jako dziecko czułam się trochę, jak prześladowany outsider. Kiedy ludzie nie zostają zauważeni, wysłuchani czy traktowani jednakowo z powodu podejmowanych przez siebie wyborów, albo po prostu dlatego, że są tacy, jacy są – naprawdę zwracam na to uwagę.” – wyjaśniła. Homoseksualistą okazał się także chłopak wokalistki z czasów liceum. Podczas ceremonii rozdania nagród GLAAD Media Awards teledysk został wyróżniony Nagrodą Specjalną. Ponadto uzyskał parę innych prestiżowych laurów.
Wideoklip, którego premiera przypadła na 17 listopada 2002 roku, osiągnął wielką popularność na całym świecie, między innymi w muzycznych stacjach telewizyjnych. 9 grudnia 2002 roku wszedł na listę Total Request Live – notowanie dziesięciu najpopularniejszych klipów dnia stacji MTV. Na liście spędził ogółem pięćdziesiąt dni, a jako szczytne osiągnął miejsce drugie, z którego debiutował. Na podobnej liście, Top 30 Countdown kanadyjskiej stacji MuchMusic, teledysk utrzymał się przez piętnaście tygodni, dwukrotnie zdobywając szczyt notowania. W 2010 teledysk zajął pozycję 18. w zestawieniu „50 najbardziej pamiętnych klipów minionej dekady (2000−2010)” kanadyjskiej stacji telewizyjnej MuchMusic. Rok później stacja VH1 zorganizowała podobny ranking. Na subiektywnej liście utworzonej przez krytyków pracujących dla VH1, którzy brali pod uwagę teledyski kręcone od stycznia 2000 do grudnia 2010 roku, „Beautiful” objął miejsce #2. Serwis queer.pl umieścił teledysk na trzeciej pozycji przeglądu najbardziej kultowych klipów powiązanych wątkiem LGBT. Elizabeth Learned, redaktorka witryny thecelebritycafe.com, uwzględniła wideo w zestawieniu dziesięciu najlepszych teledysków w karierze Aguilery; przypisała mu miejsce pierwsze. Jason Lipshutz („Billboard”) uznał, że dzięki „przekazowi dotyczącemu akceptacji, który promieniuje od teledysku, «Beautiful» stał się zgodny ze swoim tytułem”. Wideoklip, opublikowany przez oficjalny kanał VEVO Christiny Aguilery w serwisie YouTube, został odtworzony ponad sto milionów razy (stan na lipiec 2018 roku).

## Promocja i wykonania koncertowe

### Promocja medialna
W okresie promocji albumu Stripped artystka wykonywała utwór podczas masowych, prestiżowych imprez muzycznych, jak MTV Xelibri Launch Party 2003 w Los Angeles, a także w programach telewizyjnych (The Today Show w 2002 roku, The David Letterman Show i Saturday Night Live w 2003). 28 października 2002 gościła w studio chicagowskiej radiostacji B96 96.3 FM. Zaprezentowała wówczas słuchaczom cztery piosenki z płyty: „Beautiful”, „Impossible”, „Dirrty” i „Get Mine, Get Yours”. W drugiej połowie 2002 gościnnie pojawiła się w meksykańskiej TV Azteca i zaśpiewała balladę w interaktywnym reality show La Academia. Pod koniec tego roku zagrała rozległy koncert dla AOL Sessions. Witryna divadevotee.com występ z utworem „Beautiful” uznała za jeden z największych popisów w karierze artystki. W styczniu 2003 Aguilera zaprezentowała piosenkę widzom programu rozrywkowego telewizji ZDF Wetten, dass..?, a na początku marca – publice muzycznego programu BBC Top of the Pops. Jeszcze w 2003 wystąpiła z „Beautiful” na galach 14th GLAAD Media Awards oraz 30th Annual American Music Awards. 8 lutego 2004 Aguilera dała koncert w trakcie 46. ceremonii rozdania nagród Grammy, prezentując przed publicznością „Beautiful”, który uzyskał statuetkę gramofonu w kategorii najlepszy żeński występ pop.

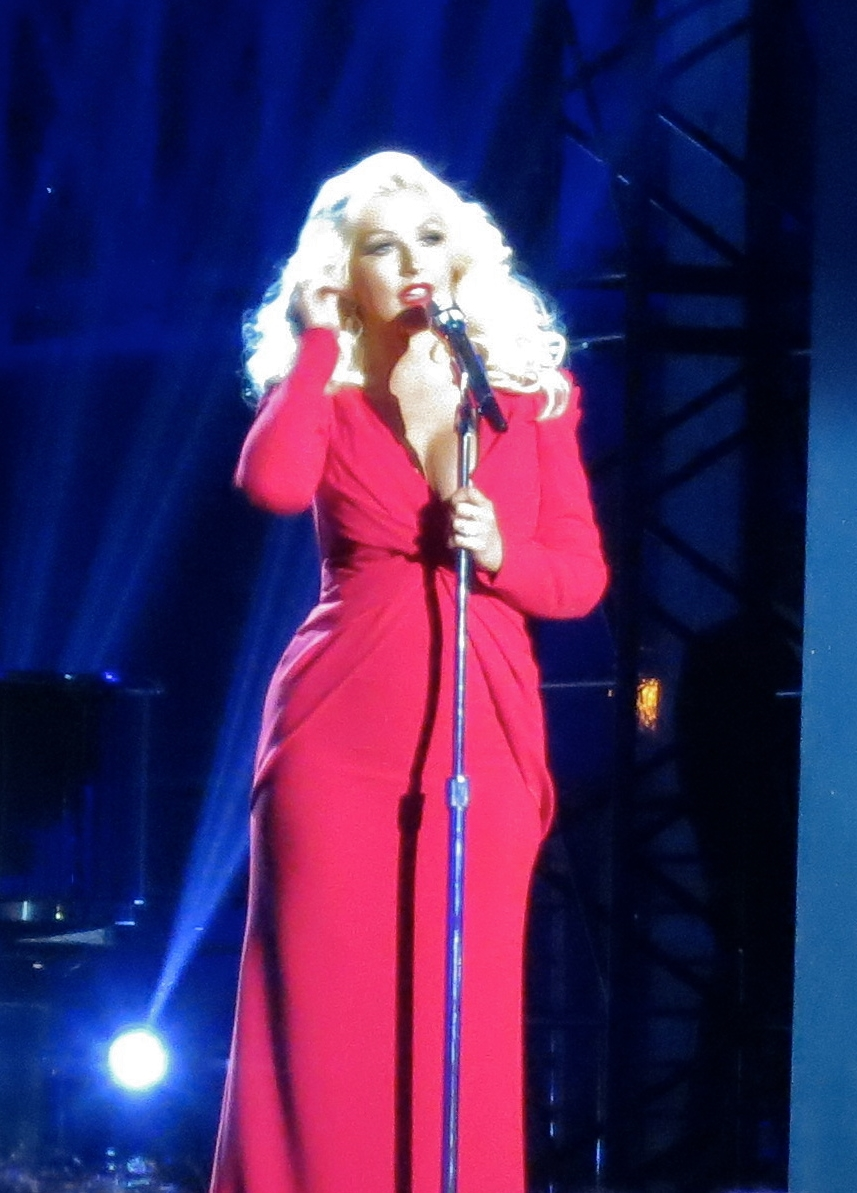
Aguilera śpiewająca „Beautiful” podczas gali Breakthrough Prize w San Francisco (2014).

### Późniejsze występy
Na przestrzeni lat Aguilera wykonała utwór wielokrotnie w popularnych amerykańskich talk shows: między innymi w The Ellen DeGeneres Show (2004), The Oprah Winfrey Show (2004) czy Good Morning America (2006). „Beautiful” było głównym elementem tras koncertowych Stripped World Tour oraz Back to Basics Tour. W roku 2008 Aguilera wystąpiła z piosenką podczas dorocznego show CNN Heroes: An All-Star Tribute. Za występ otrzymała owacje na stojąco.
W połowie października 2008 roku artystka gościła w jednym z odcinków teleturnieju Var mısın? Yok musun?, tureckiej wersji znanego show Deal or No Deal. Zaśpiewała piosenki „Beautiful” i „Hurt”. 23 listopada 2008, podczas gali '08 American Music Awards, wykonała medley sześciu swych największych hitów, w grupie których znajdował się „Beautiful”. Wiosną 2010, podczas promocji albumu Bionic, śpiewała balladę podczas telewizyjnych programów, jak The Today Show oraz VH1 Storytellers. 23 października 2010 wystąpiła z utworami „Beautiful”, „Not Myself Tonight”, „Ain’t No Other Man” i „Fighter” na specjalnym koncercie charytatywnym zorganizowanym przez Justina Timberlake’a w Las Vegas. 23 listopada 2010 Aguilera pojawiła się w trakcie finałowego odcinka jedenastej edycji programu rozrywkowego Dancing with the Stars, po raz pierwszy prezentując publicznie piosenkę „Show Me How You Burlesque” oraz śpiewając szlagier „Beautiful”. W grudniu 2010 Aguilera wystąpiła w duecie z Rebeccą Ferguson, finalistką brytyjskiej edycji talent show stacji ITV The X Factor, wykonując wspólnie z nią „Beautiful” podczas trwania audycji. Pod koniec czerwca 2011 odśpiewała swój przebój przy boku Beverly McClellan, uczestniczącej w The Voice – programie nadawanym przez NBC, w którym Aguilera zasiadała w panelu jurorskim. Zapis występu został wydany cyfrowo, a duet piosenkarki i McClellan osiągnął miejsce #74 w notowaniu Hot 100. 2 listopada 2012 wokalistka pojawiła się na charytatywnym koncercie Coming Together, celem którego było zebranie funduszy na pomoc ofiarom huraganu Sandy. Artystka otworzyła koncert piosenką „Beautiful”.
23 kwietnia 2013 Aguilera wystąpiła z utworem w trakcie gali magazynu Time, zorganizowanej w związku z opublikowaniem listy stu najbardziej wpływowych osób show-biznesu (artystka znalazła się w tym zestawieniu). Wykonała także inne przeboje ze swojego repertuaru, w tym „Ain’t No Other Man” i „Lady Marmalade”. Pod koniec września 2013 wokalistka zagrała koncert w Waszyngtonie. Podczas imprezy wystąpiła między innymi z piosenkami „Beautiful”, „Let There Be Love” i „Moves Like Jagger”. 31 grudnia tego roku Aguilera dała prywatny, sylwestrowy koncert w Moskwie. Na setlistę złożyło się czternaście utworów, wśród nich „Beautiful”. 28 stycznia 2014 występ artystki z balladą uświetnił imprezę charytatywną Hollywood Stands Up To Cancer w Los Angeles. Piosenkarka miała zaśpiewać utwór podczas festiwalu muzycznego w Petronas Twin Towers w Kuala Lumpurze 28 marca 2014. Koncert został odwołany z powodu katastrofy lotu Malaysia Airlines 370. Mimo to, odbył się występ artystki przed prywatną publicznością. 2 maja 2014 Aguilera wykonała utwór w trakcie New Orleans Jazz & Heritage Festival, a 9 listopada tego roku – na gali Breakthrough Prize w San Francisco. 27 lipca 2015 wokalistka dała koncert podczas prywatnej imprezy Cisco Rocks, organizowanej przez firmę Cisco Systems. Przed publicznością wykonała między innymi „Beautiful”. 28 maja 2016 występ artystki przed dwustutysięczną widownią zamknął marokański festiwal muzyczny Mawazine. Wśród dwudziestu odśpiewanych przez Aguilerę piosenek znalazły się ballady „Beautiful”, „The Voice Within” i „Blank Page”.
Utwór wykonywany był podczas trasy koncertowej The Liberation Tour (2018). Pod koniec stycznia 2019 Aguilera wystąpiła podczas koncertu współorganizowanego przez iHeartRadio, stanowiącego zapowiedź jej rezydentury The Xperience. Jednym z utworów, które wykonała, był „Beautiful”. Nagranie wykonywała też w trakcie samej rezydentury, przypadającej na okres od maja do października 2019, a także w Europie, w ramach trasy The X Tour ('19).

## Nagrody i wyróżnienia
Australijska organizacja Australian Recording Industry Association przyznała utworowi „Beautiful” status platynowego singla. Status złota singel osiągnął również w Stanach Zjednoczonych, Wielkiej Brytanii i Nowej Zelandii. Piosenka zdobyła nagrodę Grammy w kategorii Best Female Pop Vocal Performing (najlepszy żeński występ pop).
Pozostałe nagrody, którymi uhonorowano piosenkarkę:
| Rok  | Ceremonia                               | Nagroda                                                                            | Rezultat  |
| ---- | --------------------------------------- | ---------------------------------------------------------------------------------- | --------- |
| 2002 | Cyprus Music Academy Awards             | piosenka roku                                                                      | nominacja |
| 2002 | Cyprus Music Academy Awards             | najlepszy występ wokalny                                                           | wygrana   |
| 2002 | Cyprus Music Academy Awards             | najlepszy żeński występ wokalny                                                    | nominacja |
| 2002 | Cyprus Music Academy Awards             | najlepszy utwór/teledysk z przesłaniem                                             | wygrana   |
| 2003 | MTV Europe Music Awards                 | najlepsza piosenka                                                                 | nominacja |
| 2003 | Channel [V] Thailand Music Video Awards | najpopularniejszy teledysk żeńskiego artysty                                       | wygrana   |
| 2003 | Teen.com Awards                         | najlepsza piosenka żeńskiego artysty                                               | wygrana   |
| 2003 | GLAAD Media Awards                      | Nagroda Specjalna przyznana Christinie Aguilerze za realizację teledysku do utworu | jak obok  |
| 2003 | MuchMusic Video Awards                  | najlepszy teledysk międzynarodowego artysty                                        | nominacja |
| 2004 | Grammy Awards                           | piosenka roku                                                                      | nominacja |
| 2004 | Grammy Awards                           | najlepsze nagranie w wersji zremiksowanej                                          | nominacja |
| 2004 | Groovevolt Music & Fashion Awards       | piosenka roku                                                                      | wygrana   |
| 2004 | Groovevolt Music & Fashion Awards       | teledysk roku                                                                      | wygrana   |
| 2004 | ASCAP Pop Music Awards                  | najlepsza piosenka                                                                 | wygrana   |
| 2004 | HX Awards                               | taneczny utwór roku                                                                | wygrana   |
| 2004 | BM Awards – BAMBI’S                     | nagranie roku                                                                      | nominacja |
| 2004 | BM Awards – BAMBI’S                     | piosenka roku                                                                      | nominacja |
| 2004 | BM Awards – BAMBI’S                     | najlepszy utwór pop                                                                | wygrana   |
| 2004 | BM Awards – BAMBI’S                     | najlepszy żeński wokalny utwór pop                                                 | wygrana   |
| 2004 | BM Awards – BAMBI’S                     | teledysk roku                                                                      | nominacja |
| 2019 | Human Rights Campaign                   | Ally for Equality                                                                  | wygrana   |

## Listy utworów i formaty singla
| Australijski singel CD 1. „Beautiful” 2. „Dame lo que yo te doy” 3. „Beautiful” (wideoklip) Kanadyjski singel CD 1. „Beautiful” 2. „Dame lo que yo te doy” Brytyjski singel CD 1. „Beautiful” (Album Version) 2. „Dirrty” (MaUVe Mix) 3. „Beautiful” (wideoklip) Brytyjski 12” Winyl 1. „Beautiful” (Shanghai Surprise Mix) 2. „Beautiful” (Tom Mandolini Mix) 3. „Beautiful” (Brother Brown Mixshow) 4. „Beautiful” (Brother Brown Divine Mix) | Amerykański 12” Winyl 1. „Beautiful” (Peter Rauhofer Remix) 2. „Beautiful” (Al B Rich Next Level Mix) 3. „Beautiful” (Valentin Club Mix) Amerykański digital download 1. „Beautiful” (Peter Rauhofer Radio Mix) 2. „Beautiful” (Al B Rich Radio Mix) 3. „Beautiful” (Valentin Radio Mix) 4. „Beautiful” (Peter Rauhofer Short Club) 5. „Beautiful” (Brother Brown Mixshow) 6. „Beautiful” (Brother Brown Divine Mix) 7. „Beautiful” (Al B Rich Next Level Mix) 8. „Beautiful” (Peter Rauhofer Beautiful Theme) 9. „Beautiful” (Valentin Club Mix) 10. „Beautiful” (Peter Rauhofer Extended Club) 11. „Beautiful” (Brother Brown Dub) |

## Remiksy utworu
| - Peter Rauhofer Club Mix – 7:01 - Brother Brown Mixshow – 5:01 - Al B Rich Next Level Mix – 8:33 - Beautiful (Club Mix) – 5:51 - Al B Rich Radio Mix – 4:16 - Valentin Club Mix – 5:57 | - Peter Rauhofer Remix – 10:35 - Brother Brown Divine Mix – 9:05 - Brother Brown Mixshow – 5:13 - Peter Rauhofer Mixshow – 7:05 - Peter Rauhofer Beautiful Theme – 3:42 - Valentin Radio Mix – 3:58 |

## Twórcy

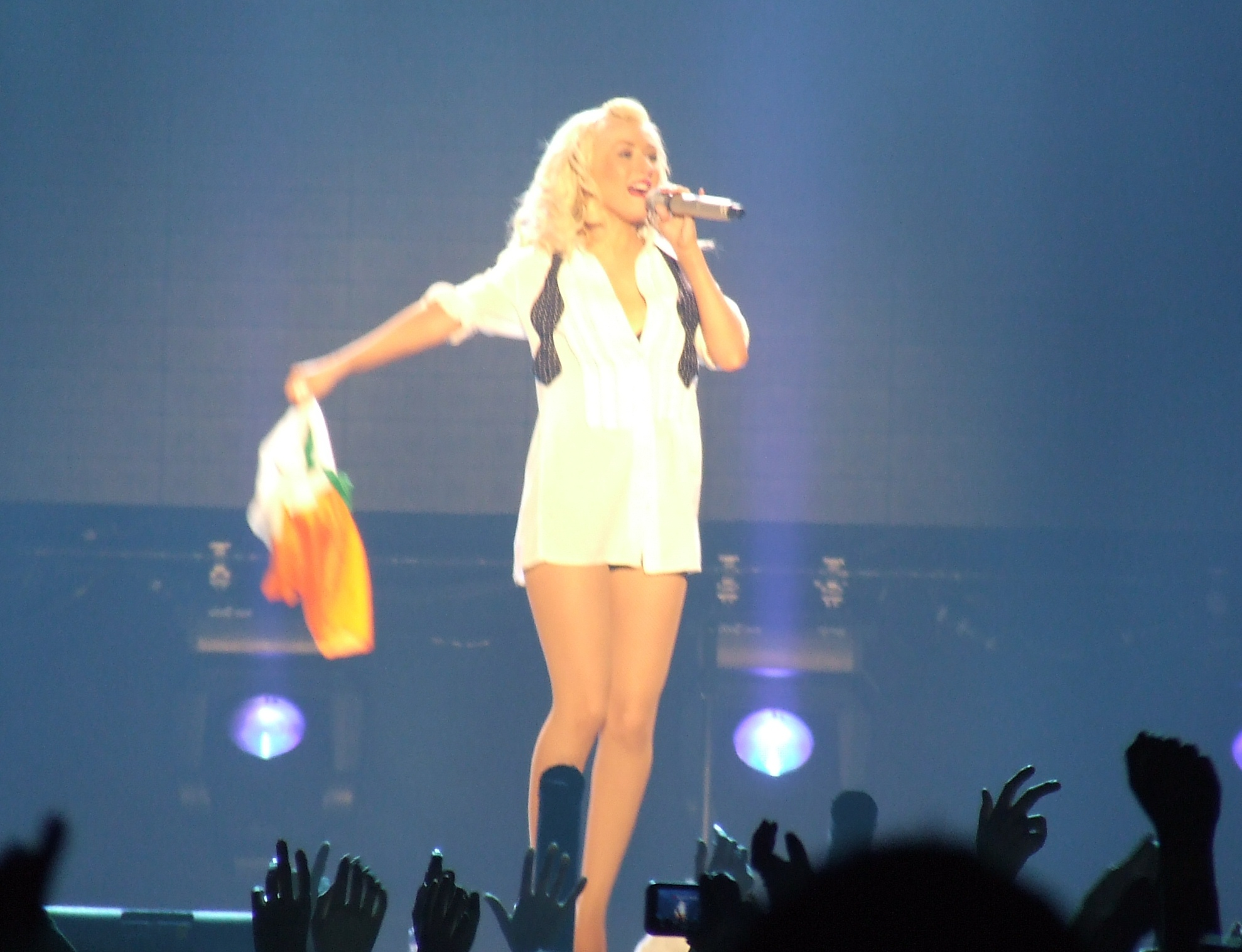
Aguilera wykonuje utwór „Beautiful” podczas trasy koncertowej Back to Basics Tour. W trakcie występu w dłoni trzyma flagę Irlandii (Aguilera ma korzenie irlandzkie).

- Główne wokale: Christina Aguilera
- Producent: Linda Perry
- Autor: Linda Perry
- Gitara basowa: Linda Perry
- Wiolonczela: Richard Dodd
- Perkusja: Brian MacLeod
- Keyboard: Damon Fox
- Fortepian: Linda Perry
- Skrzypce: Eric Gorfain
- Inżynier dźwięku: Linda Perry
- Mixer: Dave „Hard Drive” Pensado

## Pozycje na listach przebojów
| Kraj/region                  | Notowanie (2002/2003)     | Wydawca                                 | Najwyższa pozycja |
| ---------------------------- | ------------------------- | --------------------------------------- | ----------------- |
| Argentyna                    | Top 100 Singles           | IFPI                                    | 1                 |
| Australia                    | Top 100 Singles           | ARIA Charts                             | 1                 |
| Austria                      | Top 75 Singles            | Ö3 Austria Top 40                       | 5                 |
| Belgia (Flandria)            | Ultratop 50               | Ultratop                                | 3                 |
| Belgia (Region Waloński)     | Ultratop 40               | Ultratop                                | 18                |
| Brazylia                     | Top 100 Singles           | Billboard Brasil                        | 9                 |
| Chile                        | Top 100 Singles           | Nielsen Chile/IDERE/Monitec             | 1                 |
| Czechy                       | Rádio – Top 100           | ČNS IFPI                                | 7                 |
| Dania                        | Track Top-40              | Hitlisten.NU                            | 9                 |
| Europa                       | Eurochart Hot 100 Singles | Billboard                               | 1                 |
| Filipiny                     | Official Singles Chart    | PARI                                    | 1                 |
| Finlandia                    | Official Airplay Chart    | Musiikkituottajat                       | 2                 |
| Francja                      | Top 100 Singles           | SNEP                                    | 27                |
| Grecja                       | Top 50 Singles            | ΕΕΠΗ                                    | 12                |
| Hiszpania                    | Top 50 Singles            | PROMUSICAE                              | 1                 |
| Holandia                     | Mega Single Top 100       | MegaCharts                              | 4                 |
| Indonezja                    | Official Singles Chart    | LIMA                                    | 1                 |
| Irlandia                     | Top 50 Singles            | IRMA                                    | 1                 |
| Islandia                     | Top 20 Singles            | Íslenski Listinn                        | 2                 |
| Izrael                       | Official Singles Chart    | IFPI                                    | 1                 |
| Japonia                      | Top 100 Singles           | Oricon                                  | 63                |
| Kanada                       | Top 200 Singles           | Nielsen SoundScan                       | 1                 |
| Kostaryka                    | Top 40 Singles            | IFPI                                    | 1                 |
| Litwa                        | Official Airplay Chart    | IFPI                                    | 1                 |
| Łotwa                        | Top 50 Airplay            | IFPI                                    | 16                |
| Niemcy                       | Top 100 Singles           | Media Control Charts                    | 4                 |
| Norwegia                     | Top 20 Singles            | VG-Lista                                | 5                 |
| Nowa Zelandia                | Top 40 Singles            | Recorded Music NZ                       | 1                 |
| Peru                         | Top 100 Singles           | IFPI                                    | 1                 |
| Polska                       | Top 30 Airplay            | ZPAV                                    | 3                 |
| Polska                       | Top 30 Singles            | 30 ton – lista, lista przebojów[A]      | 4                 |
| Portugalia                   | Top 50 Singles            | AFP                                     | 3                 |
| Republika Południowej Afryki | Top 100 Singles           | RISA                                    | 2                 |
| Rumunia                      | Top 100 Singles           | Music & Media                           | 1                 |
| Stany Zjednoczone            | Adult Contemporary        | Billboard                               | 1                 |
| Stany Zjednoczone            | Hot 100                   | Billboard                               | 2                 |
| Stany Zjednoczone            | Hot Dance Club Songs      | Billboard                               | 1                 |
| Stany Zjednoczone            | R&R CHR/Pop Charts        | Radio & Records                         | 1                 |
| Stany Zjednoczone            | Mainstream Top 40         | Billboard                               | 1                 |
| Szwajcaria                   | Top 100 Singles           | Schweizer Hitparade                     | 7                 |
| Szwecja                      | Top 60 Singles            | Sverigetopplistan                       | 3                 |
| Świat                        | World Chart Show          | High Energy Radio/Radio Express         | 1                 |
| Tajwan                       | Top 50 Singles            | RIT                                     | 9                 |
| Tokio                        | Hot 100 Singles           | J-Wave                                  | 63                |
| Turcja                       | Official Singles Chart    | IFPI                                    | 1                 |
| Wenezuela                    | Official Singles Chart    | Record Report/IFPI                      | 1                 |
| Węgry                        | Top 10 Singles            | MAHASZ                                  | 10                |
| Wielka Brytania              | UK Singles Chart          | MAHASZ                                  | 1                 |
| Włochy                       | Top 50 Singles            | Federazione Industria Musicale Italiana | 6                 |
| Zjednoczone Emiraty Arabskie | Official Singles Chart    | IFPI                                    | 1                 |

### Listy końcoworoczne
| Kraj/region       | Notowanie (2003)    | Wydawca                         | Pozycja |
| ----------------- | ------------------- | ------------------------------- | ------- |
| Australia         | Top 100 Singles     | ARIA Charts                     | 24      |
| Austria           | Top 75 Singles      | Ö3 Austria Top 40               | 45      |
| Chile             | Top 100 Singles     | Nielsen Chile/IDERE/Monitec     | 6       |
| Holandia          | Mega Single Top 100 | MegaCharts                      | 35      |
| Irlandia          | Top 50 Singles      | IRMA                            | 16      |
| Izrael            | Top 31 Singles      | Galgalatz                       | 2       |
| Łotwa             | Top 50 Airplay      | IFPI                            | 89      |
| Niemcy            | Top 100 Singles     | Media Control Charts            | 56      |
| Nowa Zelandia     | Top 40 Singles      | Recorded Music NZ               | 3       |
| Stany Zjednoczone | Hot 100             | „Billboard”                     | 16      |
| Szwajcaria        | Top 100 Singles     | Schweizer Hitparade             | 66      |
| Świat             | World Chart Show    | High Energy Radio/Radio Express | 10      |
| Wielka Brytania   | UK Singles Chart    | Official Charts Company         | 23      |

### Listy dekadowe
| Kraj/region | Notowanie (2000−2009) | Wydawca   | Pozycja |
| ----------- | --------------------- | --------- | ------- |
| Izrael      | Top 31 Singles        | Galgalatz | 2       |
| Peru        | Top 100 Singles       | IFPI      | 9       |

Adnotacje
- A^ Do 2006 roku telewizyjna audycja 30 ton – lista, lista przebojów pełniła funkcję nieoficjalnego polskiego notowania singli.

## Sprzedaż i certyfikaty
| Kraj              | Wydawca           | Certyfikat | Sprzedaż  |
| ----------------- | ----------------- | ---------- | --------- |
| Australia         | ARIA              | platyna    | 70 000+   |
| Nowa Zelandia     | Recorded Music NZ | złoto      | 7500+     |
| Stany Zjednoczone | RIAA              | złoto      | 1 512 000 |
| Wielka Brytania   | BPI               | złoto      | 568 000+  |
| Włochy            | FIMI              | złoto      | 25 000    |

| Kraj            | Wydawca | Sprzedaż                            |
| --------------- | ------- | ----------------------------------- |
| Wielka Brytania | BPI     | 24,600,000+ (stan na czerwiec 2019) |

## Historia wydań
| Region            | Data              | Format                              |
| ----------------- | ----------------- | ----------------------------------- |
| Stany Zjednoczone | 16 listopada 2002 | airplay                             |
| Niemcy            | 27 stycznia 2003  | singiel CD                          |
| Wielka Brytania   | 24 lutego 2003    | singiel CD                          |
| Francja           | 25 lutego 2003    | singiel CD                          |
| Świat             | 25 lutego 2003    | download (promo złożone z remiksów) |

## Informacje dodatkowe
- Wielu wykonawców nagrało własne interpretacje utworu:
  - Kenny G i Chaka Khan nagrali przeróbkę „Beautiful”, na płytę Kenny’ego G, zatytułowaną At Last...The Duets Album (2004).
  - Podczas kilku występów z zespołem Guns N’ Roses w 2006 roku gitarzyści Richard Fortus i Robin Finck wykonali instrumentalny cover piosenki.
  - Grupa rockowa The Zutons wykonała cover podczas segmentu stacji radiowej BBC Radio 1 Live Lounge.
  - Brett Anderson, członek zespołu Suede, zagrał utwór na pianinie, a następnie swoją interpretację piosenki umieścił w serwisie YouTube.
  - Zespół The Lemonheads nagrał cover utworu na swój album Varshons (2009).
  - Nowojorski zespół alt-countrowy Clem Snide nagrał cover utworu na swój album A Beautiful EP (2004).
  - Parodia „Beautiful”, zatytułowana „Unhackable”, pojawiła się na krążku Boba Ricci Bob’s Gone Wild (2008).
  - Grupa muzyczna Hunchback nagrała cover na swój album Pray for Scars (2005); utwór powstał przy współudziale Michaela Gerarda z zespołu Killdozer[125][126].
  - Izraelska grupa punkowa Make It Rain często wykonywała przeróbkę utworu podczas swoich koncertów.
  - Elvis Costello nagrał cover specjalnie na potrzeby odcinka pt. „Autopsy” serialu Dr House (2005)[127].
  - W 2020 roku covery nagrały Ava Max[128], Sabrina Carpenter[129] i członkinie zespołu Run the World[130].
- „Beautiful” znalazł się na wydanej przez Sony BMG kompilacji Grammy Nominees 2004, na którą złożyły się utwory nominowane do nagrody Grammy w 2004 roku.

## You Are What You Are (Beautiful)
„You Are What You Are (Beautiful)” to cover/remiks utworu „Beautiful”, nagrany w 2008 roku i zamieszczony na pierwszym albumie kompilującym największe przeboje Aguilery, Keeps Gettin’ Better – A Decade of Hits. Ballada jest jedną z czterech nowych piosenek, które pojawiły się na składance. Podobnie jak „Genie 2.0”, remiks innego hitu Christiny Aguilery zawarty na kompilacji, „You Are What You Are (Beautiful)” wyprodukowany został przez Lindę Perry. Kompozycja zrealizowana jest w konwencji muzyki elektronicznej, przez co nawiązuje do stylu, w którym Aguilera nagrała swój szósty album studyjny Bionic (2010).
Remiks zebrał pozytywne recenzje krytyków. Według dziennikarza muzycznego Chrisa Willmana, śpiew Aguilery w utworze „You Are What You Are (Beautiful)” unaoczniają, „jak brzmieć mógłby John Lennon, gdyby żył w epoce muzyki elektronicznej”. Pamflecistka współtworząca witrynę muzyka.wp.pl chwaliła brzmienie nagrania, twierdząc, że jest ono „mocno osadzone w zimnym electro”. Pracownik serwisu Associated Content, przechrzczonego w przyszłości na Yahoo! Voices, napisał w swej recenzji, że melodia coveru budzi skojarzenia z „Genie 2.0”, jednak sam utwór jest „znacznie lepiej zrealizowany i bardziej interesujący”.
Nagranie zostało wykorzystane podczas rezydentury Aguilery The Xperience (2019), gdzie posłużyło za przerywnik audiowizualny w przerwach między występami.

### Pozycje na listach przebojów
| Kraj/region | Notowanie (2008)  | Wydawca | Najwyższa pozycja |
| ----------- | ----------------- | ------- | ----------------- |
| Indonezja   | Top Digital Songs | LIMA    | 18                |

## Wersja Jordana Smitha
W 2015 roku amerykański artysta Jordan Smith nagrał własną wersję piosenki. Znalazła się ona na jego debiutanckim albumie, Something Beautiful, wydanym 18 marca 2016. „Beautiful” był drugim, po „Stand in the Light”, singlem promującym ten krążek; jego premiera odbyła się w lutym 2016. Utwór wyprodukował David Foster.

### Recenzje
Dziennikarz muzyczny MJ Santilli uznał, że producent nagrania „spisał się doskonale, uwydatniając te aspekty głosu wykonawcy, które przysporzyły mu masę fanów w programie” (Smith jest zwycięzcą dziewiątej edycji amerykańskiego talent show The Voice, w którym Aguilera pełniła rolę jurorki – przyp.).

### Historia wydania
| Region            | Data      | Format           | Wytwórnia        |
| ----------------- | --------- | ---------------- | ---------------- |
| Stany Zjednoczone | luty 2016 | digital download | Republic Records |
| Stany Zjednoczone | luty 2016 | airplay          | Republic Records |